# Хвойний ліс

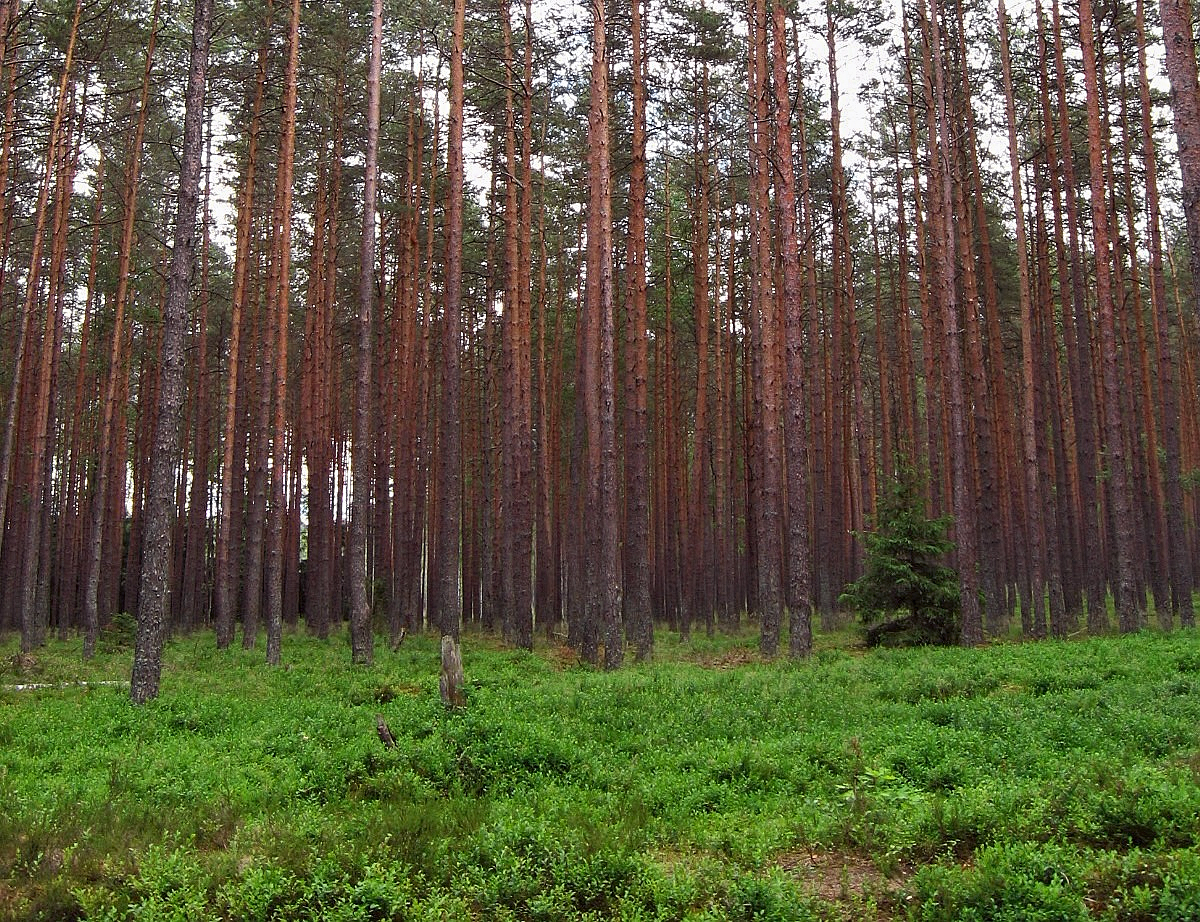
Сосновий ліс

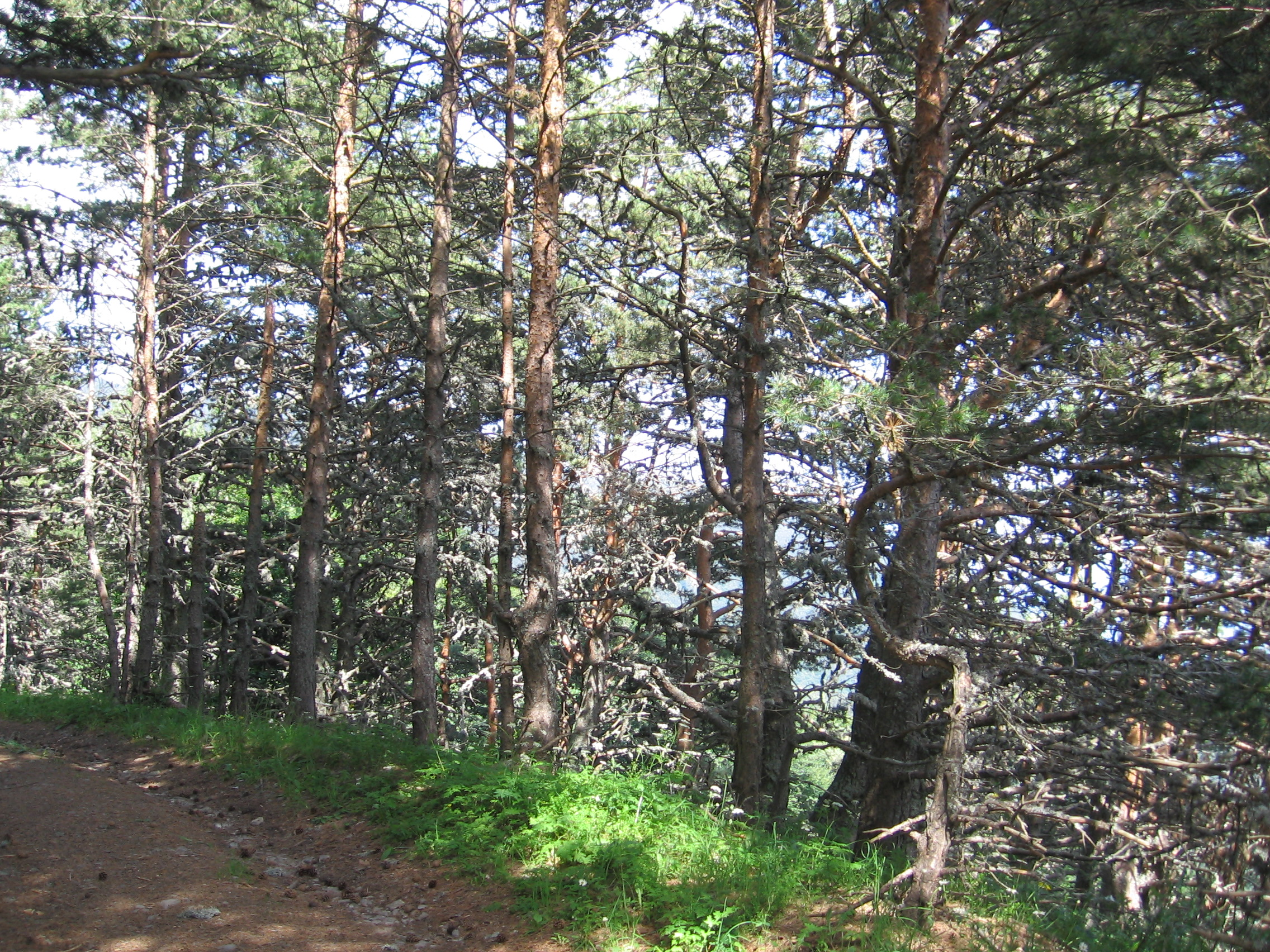
Хвойний ліс. Крим.

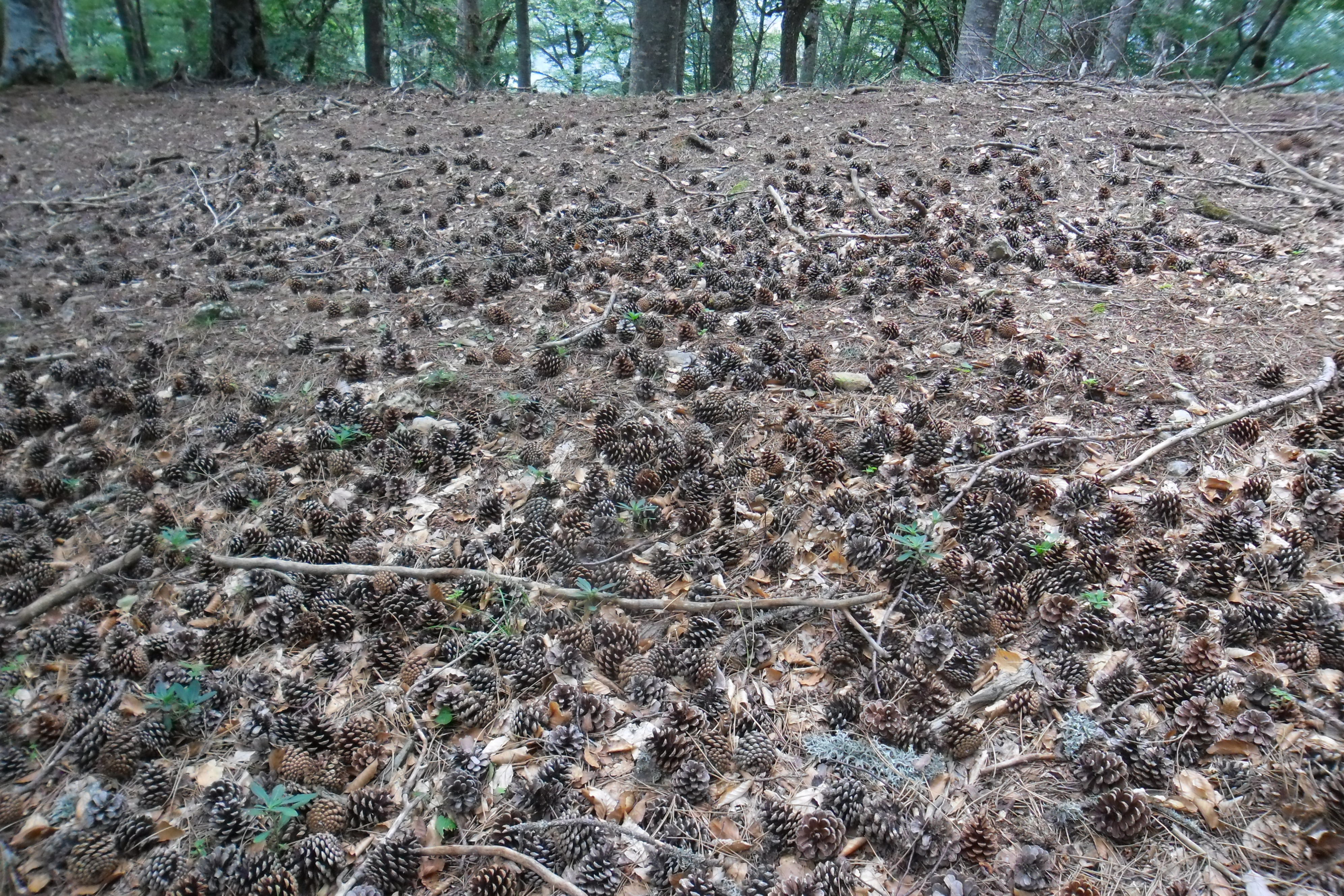
Шишки хвойного лісу. Крим.

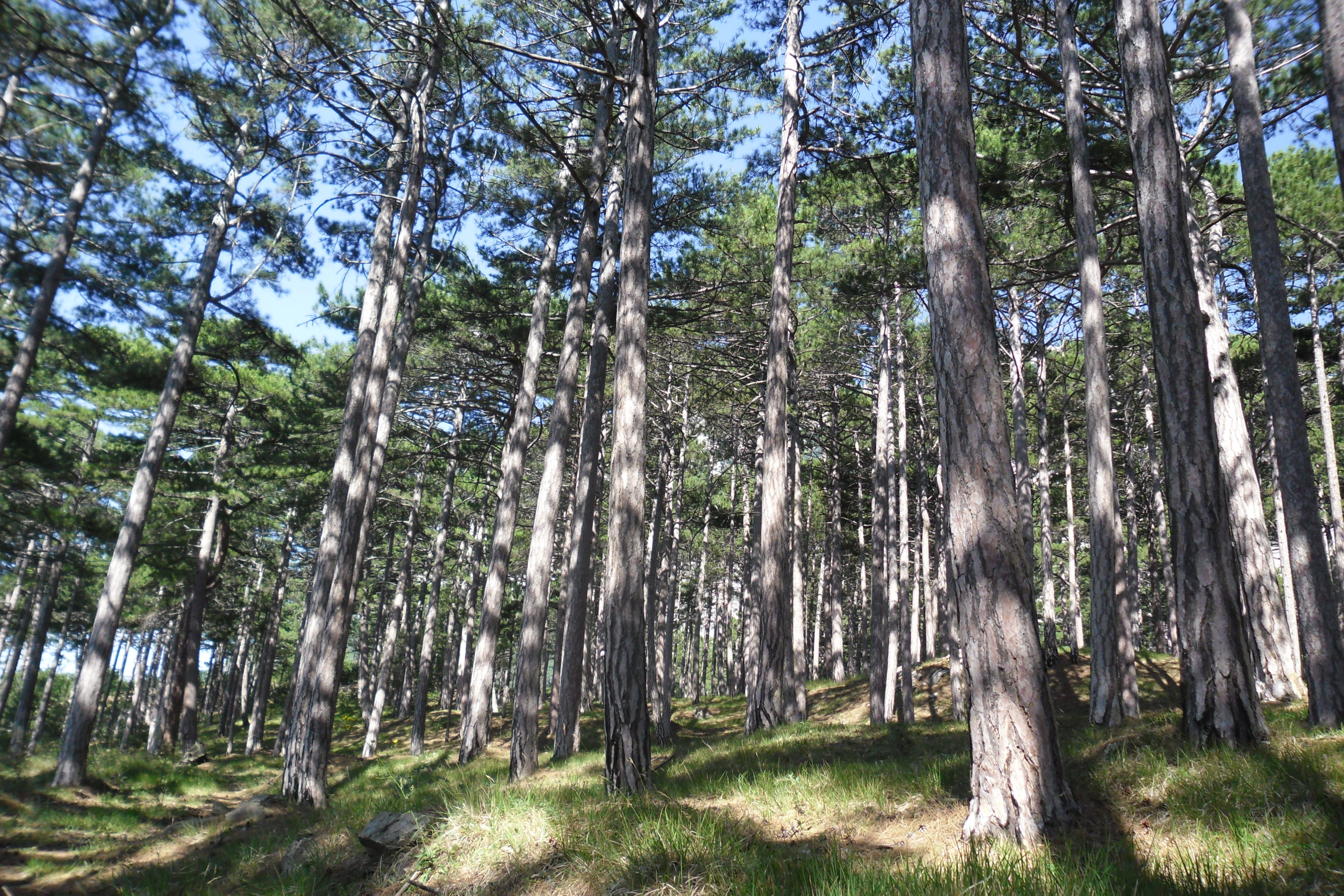
Сосни біля підніжжя Ай-Петрі.

Хвойний ліс — ліс, складений майже винятково з дерев хвойних порід. Значна частина хвойних лісів розташована в холодному кліматі північних широт як тайга, але хвойні ліси зустрічаються й в інших частинах планети. У Центральній Європі ними вкриті багато гірських масивів.

## Загальна характеристика
Існують різні думки про природне походження хвойних лісів на рівнинах помірних широт. Особливо, у сухих регіонах сосновий ліс може мати звичайну вегетацію. Такими є ліси в теплих і посушливих регіонах південного заходу США, на Піренейському півострові і на карстових територіях Балкан. Винятково хвойними породами можуть бути менш сприятливі місця на рівнині, наприклад північні схили або улоговини з холодним повітрям.
Багато хвойних лісів в густозаселених частинах планети є штучними, оскільки природними там були б листяні або змішані ліси. У Європі і Північній Америці їх було закладено з кінця XVIII сторіччя. У Європі проводилося відновлення лісу, після того як у багатьох областях його майже вирубано, і через збідніння ґрунту для цього підходили лише стійкі хвойні породи. У Північній Америці цінніші листяні породи вирубались набагато інтенсивніше, у результаті чого в лісах стали переважати хвойні дерева. Пізніше такі ліси залишилися, оскільки хвойні породи зростали швидше і дозволяли швидше отримати прибуток. Наразі у багатьох місцях сталося переосмислення цієї традиційної політики і багато лісу поступово перетворюють на мішаний ліс.
У хвойних лісах є такі види дерев: кедр, кипарисові, дуґласія, ялиця, ялівець, агатис, сосна, Podocarpus, ялина, секвоя, тисові.

### Видовий склад
У більшості хвойних (глицевих, чатинних) лісів переважають сосни, ялини та ялиці.

### Холодостійкість
Хвойні можуть виживати в холодних зимах, тому що замість листя, у них голки, що покриті воском, які дуже легко скидають сніг і втрачають мало води. Замерзлу воду рослини поглинати з ґрунту не можуть.

### Вічнозелені
Майже всі хвойні вічнозелені. Їхня хвоя залишається на них протягом року.

### Родина соснових
Це одна з найбільших родин хвойних. До неї входять до 100 різних видів, зокрема сосна звичайна та сосна ладанна.

### Поширення
Найбільші хвойні ліси ростуть у північних регіонах земної кулі, зокрема у Сибіру, Північній Америці та Скандинавії.